# アメリカジャズ博物館
アメリカジャズ博物館（英: American Jazz Museum）は、ミズーリ州カンザスシティの18番街とヴァイン通りという歴史地区に位置している。この博物館は、チャーリー・パーカー、デューク・エリントン、ルイ・アームストロング、エラ・フィッツジェラルド、ビッグ・ジョー・ターナー、セロニアス・モンク、エタ・ジェイムズなどの展示を通して、アメリカのジャズ音楽、特にカンザスシティのジャズ音楽の歴史を保存している。ブルー・ルームは、毎週複数夜にわたってライブ演奏を行うジャズ・クラブとなっている。また、博物館では、青少年向けのジャズ・アンサンブル、レッスン、キャンプ、ビジュアル・ストーリーテリング・セッションなど、青少年文化プログラムも開催している。

## 略歴
この博物館は1997年9月5日に開館し、ニグロ・リーグ野球博物館と同じ建物内にある。2024年3月、音楽史家で民族音楽学者のディナ・ベネット博士が博物館の館長に就任。彼女は、1999年にインターンとして同博物館でキャリアをスタートさせており、後に戻ってきて同博物館のエグゼクティブ・ディレクターに就任した。

## 収蔵品

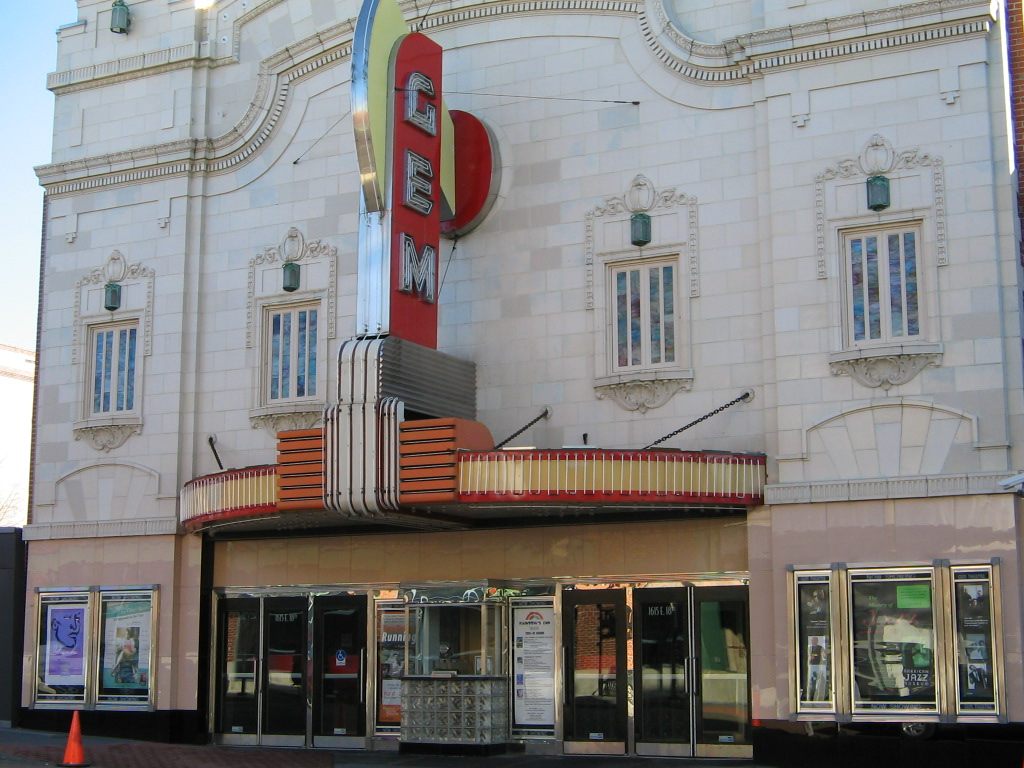
隣接するジェム・シアター

この博物館はスミソニアン協会の関連団体となっている。1953年1月にトロントで開催されたマッセイ・ホールでの有名なコンサートで、チャーリー・パーカーがマックス・ローチ、ディジー・ガレスピー、チャールズ・ミンガス、バド・パウエルらと共演した際に演奏したグラフォン・アルト・サクソフォーンが展示されている。その他、ベニー・グッドマンの靴、ハロルド・アシュビーのサックス、マイラ・テイラーのドレスなども展示されている。複数の試聴コーナーでは、ジャズの様々なスタイルやリズムについて学ぶことができる。1912年に建てられたジェム・シアターは博物館の一部となっていて、18番街の真向かいに位置している。

## ブルー・ルーム

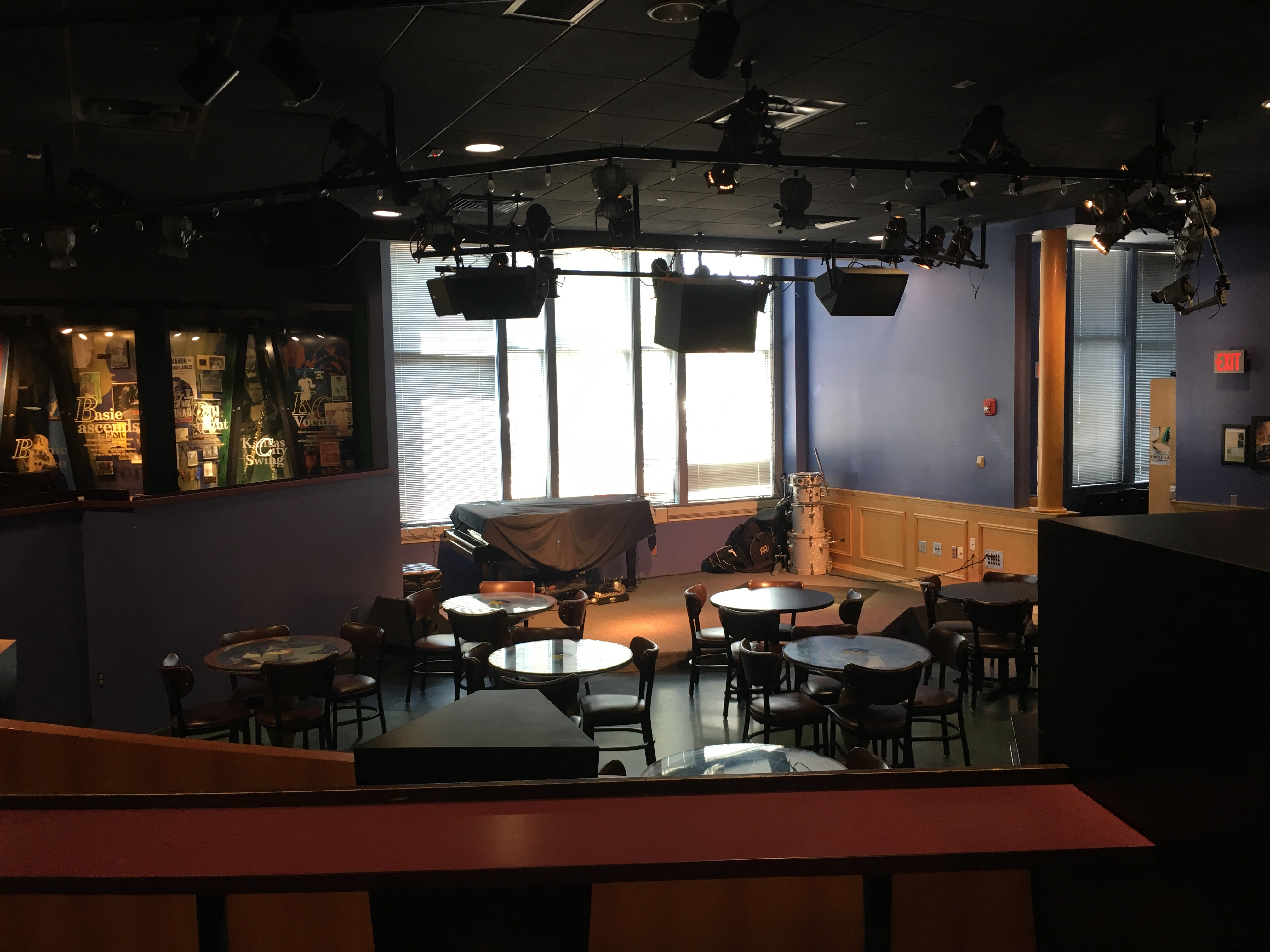
ブルー・ルーム

ブルー・ルームは、1930年代にチャーリー・パーカーやベニー・モーテンといったジャズ・プレイヤーが演奏したストリート・ホテルのブルー・ルームを模したジャズ・クラブである。ブルー・ルームには体験型の展示やバーがあり、毎週数晩ライブ・パフォーマンスが開催されている。入口は18番街とヴァイン通りの角にある。